# Mufulira Wanderers Football Club
El Mufulira Wanderers FC és un club de futbol de la ciutat de Mufulira, Zàmbia.

## Palmarès
- Lliga zambiana de futbol:[3]

1963, 1965, 1966, 1967, 1969, 1976, 1978, 1995, 1996
- Copa zambiana de futbol:[4]

1965, 1966, 1968, 1971, 1973, 1974, 1975, 1988, 1995
- Copa Challenge zambiana de futbol:[4]

1964, 1966 (com a Rhokana United)
1967, 1968, 1969, 1978, 1984, 1986, 1994, 1996, 1997
- Copà Heinrich/Chibuku/Heroes and Unity:[4]

1964, 1965, 1968, 1976, 1985, 1987, 1988, 1991
- Copa Campió de Campions de Zàmbia:[4]

1974, 1976, 1977, 1978, 1985, 1988, 1992
- Charity Shield zambiana de futbol:[4]

1967, 1968, 1976, 1977, 1996, 1997
- Inter-Rhodesia Castle Cup:

1965